# Stivan
Stivan (olaszul: San Giovanni di Cherso) falu Horvátországban Tengermellék-Hegyvidék megyében. Közigazgatásilag Creshez tartozik.

## Fekvése
Cres szigetének középső részén részén, Cres városától légvonalban 20 km-re délre, a sziget nyugati partjától 1 km-re a domboldalon fekszik.

## Története
Nevét Keresztelő Szent János tiszteletére szentelt plébániatemplomáról kapta. 
A település a sziget többi részével együtt a 18. század végéig velencei, majd 1822-től osztrák uralom alatt állt. 1867 és 1918 között az Osztrák–Magyar Monarchia része volt. 1857-ben 229, 1910-ben 246 lakosa volt. Az Osztrák-Magyar Monarchia bukását rövid olasz uralom követte, majd a település a Szerb–Horvát–Szlovén Királyság része lett. A második világháború idején olasz csapatok szállták meg. A háborút követően újra Jugoszláviához került. 1991-ben az önálló horvát állam része lett. 2011-ben 40 lakosa volt.

## Lakosság
| Lakosság változása | Lakosság változása | Lakosság változása | Lakosság változása | Lakosság változása | Lakosság változása | Lakosság változása | Lakosság változása | Lakosság változása | Lakosság változása | Lakosság változása | Lakosság változása | Lakosság változása | Lakosság változása | Lakosság változása | Lakosság változása |
| ------------------ | ------------------ | ------------------ | ------------------ | ------------------ | ------------------ | ------------------ | ------------------ | ------------------ | ------------------ | ------------------ | ------------------ | ------------------ | ------------------ | ------------------ | ------------------ |
| 1857               | 1869               | 1880               | 1890               | 1900               | 1910               | 1921               | 1931               | 1948               | 1953               | 1961               | 1971               | 1981               | 1991               | 2001               | 2011               |
| 229                | 230                | 277                | 312                | 305                | 346                | 360                | 342                | 333                | 252                | 182                | 106                | 58                 | 27                 | 38                 | 40                 |

## Nevezetességei
- Keresztelő Szent János tiszteletére szentelt plébániatemploma. Harangtornya külön áll az út túloldalán.
- A Szent Gergely kápolna és a Mindenszentek kápolna védett műemlék. A romos Szent Gergely-kápolna[4] Stivan és Grmov települések között, egy lakatlan területen található. A régi dokumentumok szerint a közeli Padova faluhoz tartozott, amelyet a 18. században teljesen elhagytak. A falak és az apszis egyes részei a román korból, teljes gótikus boltozat pedig 15. századból maradt fenn a román stílusú templomba illesztve. Ez a Cres-sziget középső részének, valamint Isztria középső és délnyugati részének egyik olyan kápolnája, ahol megtalálható a gótikus boltozat önálló beillesztése. A Mindenszentek-kápolna[5] egy gótikus stílusú kápolna, téglalap alakú apszissal, csúcsíves dongaboltozattal ellátva. A csúcsív alakú portál szabályosan faragott kövekből épül. A csúcsíves diadalív szintén szabályos kőfaragványokból épült fel, és profilozott pilléreken nyugszik. A stiváni Mindenszentek kápolna építése a 15. századra tehető.
- A település két strandja a Merašćica és a Lučica az Orlec és Konjić dombok között fekvő völgyön áthaladva érhető el.